# Lamar S. Smith

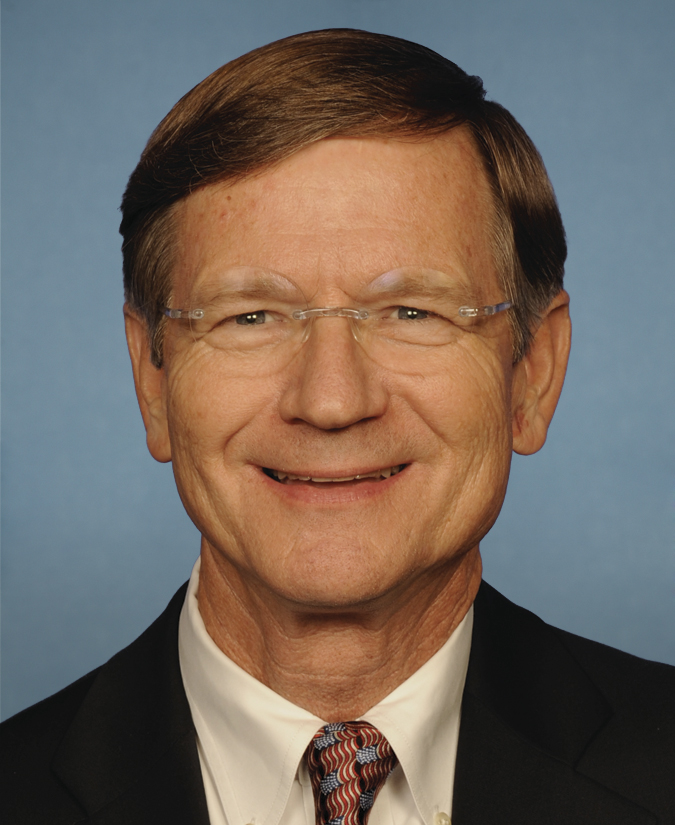
Lamar S. Smith

Lamar Seeligson Smith (* 19. November 1947 in San Antonio, Texas) ist ein US-amerikanischer Politiker der Republikanischen Partei. Er war von 1987 bis 2018 Abgeordneter im US-Repräsentantenhaus und vertrat den 21. Wahlbezirk von Texas, der ein Gebiet nordöstlich von San Antonio und westlich von Austin abdeckt.

## Leben
Lamar Smith wurde 1947 in San Antonio geboren und erwarb dort 1965 einen Schulabschluss am Texas Military Institute. 1969 absolvierte er einen Bachelorstudiengang an der Yale University in New Haven (Connecticut) und erwarb schließlich 1975 den Juris Doctor an der Law School der Southern Methodist University in Dallas.
Von 1969 bis 1970 war er als Praktikant in Washington, D.C. tätig, danach als Journalist und Rechtsanwalt. Mit seiner Frau Beth hat er zwei Kinder.

## Politische Laufbahn
Im Jahr 1978 wurde Smith zum Vorsitzenden der Republikanischen Partei im Bexar County gewählt. 1980 wurde er im mit dem Bexar County übereinstimmenden 57. Wahlkreis in das Repräsentantenhaus von Texas gewählt, wo er im Rohstoffausschuss und im Feuerameisen-Untersuchungsausschuss tätig war. Von 1982 bis 1985 hatte Smith das Amt des Commissioner im Bexar County inne.
Bei den Kongresswahlen des Jahres 1986 wurde Lamar Smith als Kandidat seiner Partei im 21. Wahlbezirk des Staates Texas in das US-Repräsentantenhaus in Washington, D.C. gewählt, wo er am 3. Januar 1987 sein neues Mandat antrat. Seine letzte Legislaturperiode lief bis zum 3. Januar 2019. Während seiner langen Zeit im Kongress war er Mitglied verschiedener Ausschüsse und Unterausschüsse. Dazu gehörten unter anderem der Ausschuss für Heimatschutz, der United States House Committee on the Judiciary (Vorsitzender von 2011 bis 2013), der Ausschuss für Wissenschaft und Technologie und der Ethikausschuss (Vorsitzender 1999–2000).
Smith hat den umstrittenen Gesetzentwurf SOPA im US-Repräsentantenhaus eingebracht. Innerparteilich gehört er dem konservativen Republican Study Committee und dem der Tea-Party-Bewegung nahestehenden Tea Party Caucus an.
Im Jahr 2011 erhielt Smith bis November $37.250 Wahlspenden von Bier-, Wein- und Likörlobbyorganisationen, zwischen 2009 und 2011 insgesamt $65.800. Maplight.Org führt die Bier-, Wein- und Likörlobby als drittstärksten von Smiths Spendengebern an.

### Politische Positionen

#### Abtreibung
Smith befürwortet Einschränkungen von Abtreibungen. 2009 stimmte er für ein Verbot von Abtreibungen, die vom Staat finanziell unterstützt werden. 2006 stimmte Smith für die Abortion Pain Bill, die „sicherstellen sollte, dass Frauen, die eine Abtreibung wollen, über die dem ungeborenen Kind dadurch verursachten Schmerzen voll informiert werden“. Ebenso stimmte Smith für den Child Interstate Abortion Notification Act, der den Transport von Minderjährigen zu Abtreibungen in Staaten mit anderen Gesetzen zu Abtreibungen verbieten sollte. 2008 gab das National Right to Life Committee Smith eine Bewertung von 100 Punkten auf einer Skala, die den Einsatz von Politikern gegen Abtreibungen bewerten soll.

#### Digital Millennium Copyright Act
Am 23. April 2006 berichtete CNET, dass Smith ein Gesetz vorschlug, das die aus dem Digital Millennium Copyright Act (DMCA) hervorgehenden Einschränkungen für Software zur Umgehung von Kopierverboten stärken und der Bundespolizei den verstärkten Einsatz von Abhörmaßnahmen zur Urheberrechtsverletzungsbekämpfung erlauben sollte.

#### SOPA
Smith ist Autor des Stop Online Piracy Act, besser bekannt als „SOPA“, ein kontroverses Gesetzesvorhaben gegen Urheberrechtsverletzungen und andere illegale Aktivitäten im Internet. In diesem Zusammenhang sorgte der Umstand für Aufsehen, dass bis kurz vor der Entstehung des Gesetzesentwurfes ein nicht ordnungsgemäß lizenziertes Bild auf seiner Internetseite als Hintergrund diente.

#### Klimawandel
Lamar Smith gilt als einer der vehementesten Klimaleugner des US-Kongresses, der die menschengemachte globale Erwärmung und ihre Folgen ablehnt. Er war von 2013 bis 2018 Vorsitzender des Wissenschaftskomitees des US-Kongresses und nutzt diese Position seither für Angriffe auf die Klimaforschung, unter anderem durch vielfachen Einsatz von Zwangsmaßnahmen zur Herausgabe von Schriftverkehr, E-Mails und sonstige private Korrespondenzen von Klimaforschern. Während der ca. 4 Jahre unter Lamars Vorsitz veranlasste das Wissenschaftskomitee mehr solcher Zwangsmaßnahmen als in den 54 Jahren zuvor insgesamt.
Besonders stark ging er gegen die Autoren einer 2015 in Science publizierten Studie vor, die herausgefunden hatten, dass es nie eine Pause der globalen Erwärmung gab. Dieses Argument zählt zu den beliebtesten Behauptungen von Klimaskeptikern und -leugnern. Unter anderem zwang er die Forscher zur Herausgabe von Daten, die bereits öffentlich waren, sowie Emailkontakten und warf ihnen Manipulation von Daten vor. Neben solchen Einschüchterungsmaßnahmen gegen Klimaforscher nutzte er seine Position, um ExxonMobil vor staatsanwaltlichen Untersuchungen zu schützen, die herausfinden sollten, ob der Ölkonzern Daten zur globalen Erwärmung bewusst verheimlicht hat.
Dazu nutzt er Medien, um klima„skeptische“ Argumente zu verbreiten. Am 20. Mai 2013 veröffentlichte Smith einen Op-Ed-Artikel in der Washington Post, in dem er sich gegen eine „überhitzte Rhetorik“ in der Klimadebatte aussprach, sowie unter anderem gegen den von der Obama-Regierung veranlassten Aufschub des Ausbaus der Keystone-Pipeline sowie die Verschärfung der Emissionsrichtlinien für Kohlekraftwerke. Zudem vertrat er verschiedene klima„skeptische“ Argumente, die von Klimawissenschaftlern als fehlerhaft bezeichnet wurden. Über den offiziellen Twitter-Account des Wissenschaftskomitees lässt er zudem Falschbehauptungen zu Klimathemen verbreiten u. a. von Breitbart News.
2017 trat er bei der 12. Konferenz des Heartland Institutes auf, einer der zentralen Akteure der organisierten Klimawandelleugnerszene. Dort verkündete er unter anderem, dass er in Zukunft verstärkt gegen die staatlich finanzierte Klimaforschung vorgehen wolle, die in seinen Augen keine echte wissenschaftliche Forschung sei. Zugleich sagte er seine Unterstützung für Gesetzesänderungen zu, die wissenschaftliche Zeitschriften bestrafen solle, die nicht einem von ihm persönlich vorgegebenen Standard entsprächen. Wenige Tage später äußerte er bei einer Anhörung im Kongress, zu der er drei bekannte „Klimaskeptiker“ eingeladen hatte, Klimaforscher würden häufig nicht nach der wissenschaftlichen Methode arbeiten und häufig die fundamentalen Grundsätze wissenschaftlicher Arbeitsweise ignorieren. Bei der gleichen Anhörung sprach er Science, einer der angesehensten wissenschaftlichen Fachzeitschriften der Welt, ab, sorgfältig zu arbeiten.
Während seiner Zeit im Kongress erhielt Smith von Erdöl- und Erdgasunternehmen mehr als 700.000 Dollar an finanziellen Zuwendungen für Wahlkampf und Karriere, davon allein im Zeitraum 2011–2012 über $100.000.

#### Verhältnis zu Medien
Smith hat sich mehrfach kritisch gegenüber den Medien gezeigt, denen er Einseitigkeit vorwirft. Unter anderem kritisierte er, dass „die liberalen Medien“ Donald Trump nicht die Aufmerksamkeit zukommen ließen, die ihm gebühre. Anstelle bei den Medien sollten sich Menschen daher direkt bei Trump informieren, denn dieser Weg könnte die einzige Möglichkeit sein, „die ungeschminkte Wahrheit“ zu erfahren.